# Saint-Georges-Motel
Saint-Georges-Motel – miejscowość i gmina we Francji, w regionie Normandia, w departamencie Eure.
Według danych na rok 1990 gminę zamieszkiwało 800 osób, a gęstość zaludnienia wynosiła 161 osób/km² (wśród 1421 gmin Górnej Normandii Saint-Georges-Motel plasuje się na 300. miejscu pod względem liczby ludności, natomiast pod względem powierzchni na miejscu 691.).